# Litvaszinye-Babkó
Litvaszinye-Babkó (szlovákul Lietavská Svinná-Babkov) község Szlovákiában, a Zsolnai kerületben, a Zsolnai járásban. Litvaszinye és Babkó egyesítésével keletkezett, beleértve az 1907-ben Litvaszinyéhez csatolt Papszabadit is (Plébán-Lehota).

## Fekvése
Zsolnától 10 km-re délnyugatra fekszik.

## Története
Litvaszinyét 1393-ban Litva várának tartozékaként említik először, ekkor „Zyne” alakban szerepel.
Papszabadit szintén 1393-tól említik. Litva várának uradalmához tartozott.
1907-ben egyesítették Litvaszinyét Papszabadival.
A trianoni békéig Litvaszinye és Babkó Trencsén vármegye Zsolnai járásához tartozott.
A későbbiek folyamán egyesült Babkó Litvaszinyével.

## Népessége
| Év:            | 1994. | 2004.   | 2014.   | 2024.   |
| -------------- | ----- | ------- | ------- | ------- |
| Emberek száma: | 1491  | 1562    | 1714    | 1725    |
| Eltérés:       |       | +4,76 % | +9,73 % | +0,64 % |

| Év:            | 2023. | 2024.   |
| -------------- | ----- | ------- |
| Emberek száma: | 1717  | 1725    |
| Eltérés:       |       | +0,46 % |

1910-ben Litvaszinyének Papszabadival együtt 1534, Babkónak 435, túlnyomórészt szlovák lakosa volt. 
2001-ben 1534 lakosából 1524 szlovák volt.
2011-ben 1633 lakosából 1494 szlovák volt.

## Lásd még
- Litvaszinye
- Babkó